# Lijst van duurste voetbaltransfers
Dit zijn lijsten van de duurste transfers in de internationale en Nederlandse voetbalgeschiedenis.
Opmerking: transfersommen kunnen mogelijk niet geheel juist zijn doordat clubs niet altijd de volledige transfersom bekendmaken.

## Top 10 transfers internationaal
Hoogste transfersommen die clubs ooit hebben betaald voor een speler (laatste update 30-07-2025).
| Nr. | Naam speler       | Van club          | Naar club           | Euro (mln.) | Jaar |
| --- | ----------------- | ----------------- | ------------------- | ----------- | ---- |
| 1   | Neymar            | FC Barcelona      | Paris Saint-Germain | 222         | 2017 |
| 2   | Kylian Mbappé     | AS Monaco         | Paris Saint-Germain | 180         | 2018 |
| 3   | Ousmane Dembélé   | Borussia Dortmund | FC Barcelona        | 135         | 2017 |
| 4   | Philippe Coutinho | Liverpool         | FC Barcelona        | 135         | 2018 |
| 5   | João Félix        | Benfica           | Atlético Madrid     | 127,2       | 2019 |
| 6   | Florian Wirtz     | Bayer Leverkusen  | Liverpool           | 125         | 2025 |
| 7   | Enzo Fernández    | Benfica           | Chelsea             | 121         | 2023 |
| 8   | Eden Hazard       | Chelsea           | Real Madrid         | 120,8       | 2019 |
| 9   | Antoine Griezmann | Atlético Madrid   | FC Barcelona        | 120         | 2019 |
| 10  | Jack Grealish     | Aston Villa       | Manchester City     | 117,5       | 2021 |

## Top 10 transfers Nederlandse spelers
Hoogste transfersommen die clubs ooit hebben betaald voor een Nederlandse speler (laatste update 30-07-2025).
| Nr. | Naam speler       | Van club            | Naar club         | Euro (mln.) | Jaar |
| --- | ----------------- | ------------------- | ----------------- | ----------- | ---- |
| 1   | Frenkie de Jong   | Ajax                | FC Barcelona      | 86          | 2019 |
| 2   | Matthijs de Ligt  | Ajax                | Juventus          | 85,5        | 2019 |
| 3   | Virgil van Dijk   | Southampton         | Liverpool         | 84,65       | 2018 |
| 4   | Matthijs de Ligt  | Juventus            | Bayern München    | 67          | 2022 |
| 5   | Teun Koopmeiners  | Atalanta Bergamo    | Juventus          | 58,4        | 2024 |
| 6   | Tijjani Reijnders | AC Milan            | Manchester City   | 55          | 2025 |
| 7   | Xavi Simons       | Paris Saint-Germain | RB Leipzig        | 50          | 2025 |
| 8   | Nathan Aké        | Bournemouth         | Manchester City   | 45,3        | 2020 |
| 9   | Matthijs de Ligt  | Bayern München      | Manchester United | 45          | 2024 |
| 10  | Ian Maatsen       | Chelsea             | Aston Villa       | 44,5        | 2024 |

## Top 10 inkomende transfers Eredivisie
Hoogste transfersommen die Eredivisie clubs ooit hebben betaald voor een speler (laatste update 12-07-2025).
| Nr. | Naam speler        | Van club          | Naar club | Euro (mln.) | Jaar |
| --- | ------------------ | ----------------- | --------- | ----------- | ---- |
| 1   | Steven Bergwijn    | Tottenham Hotspur | Ajax      | 31,25       | 2022 |
| 2   | Calvin Bassey      | Rangers FC        | Ajax      | 23          | 2022 |
| 3   | Sébastien Haller   | West Ham United   | Ajax      | 22,5        | 2021 |
| 4   | Josip Šutalo       | Dinamo Zagreb     | Ajax      | 20,5        | 2023 |
| 5   | David Neres        | São Paulo         | Ajax      | 17,4        | 2017 |
| 6   | Brian Brobbey      | RB Leipzig        | Ajax      | 16,35       | 2022 |
| 7   | Miralem Sulejmani  | sc Heerenveen     | Ajax      | 16,25       | 2008 |
| 8   | Daley Blind        | Manchester United | Ajax      | 16          | 2018 |
| 9   | Georges Mikautadze | FC Metz           | Ajax      | 16          | 2023 |
| 10  | Ruben van Bommel   | AZ                | PSV       | 15,8        | 2025 |

## Top 10 uitgaande transfers Eredivisie
Hoogste transfersommen die clubs ooit hebben betaald voor een speler uit de Eredivisie (laatste update 03-08-2025).
| Nr. | Naam speler       | Van club | Naar club         | Euro (mln.) | Jaar |
| --- | ----------------- | -------- | ----------------- | ----------- | ---- |
| 1   | Antony            | Ajax     | Manchester United | 95          | 2022 |
| 2   | Frenkie de Jong   | Ajax     | FC Barcelona      | 86          | 2019 |
| 3   | Matthijs de Ligt  | Ajax     | Juventus          | 85,5        | 2019 |
| 4   | Lisandro Martínez | Ajax     | Manchester United | 57,37       | 2022 |
| 5   | Hirving Lozano    | PSV      | Napoli            | 50          | 2019 |
| 6   | Jorrel Hato       | Ajax     | Chelsea           | 44,18       | 2025 |
| 7   | Mohammed Kudus    | Ajax     | West Ham United   | 43          | 2023 |
| 8   | Davinson Sánchez  | Ajax     | Tottenham Hotspur | 42          | 2017 |
| 9   | Cody Gakpo        | PSV      | Liverpool         | 42          | 2023 |
| 10  | Hakim Ziyech      | Ajax     | Chelsea           | 40          | 2020 |